# Chociw (powiat tomaszowski)
Chociw (dawniej Chociw Wielki) – wieś w Polsce położona w województwie łódzkim, w powiecie tomaszowskim, w gminie Czerniewice, przy drodze wojewódzkiej nr 726.
W latach 1975–1998 miejscowość należała administracyjnie do województwa piotrkowskiego.

## Zabytki
Według rejestru zabytków Narodowego Instytutu Dziedzictwa na listę zabytków wpisany jest obiekt:
- park dworski, XVIII/XIX w., nr rej.: 375 z 10.11.1986 i z 18.05.1994